# Solenanthus reverchonii
Solenanthus reverchonii Debeaux ex Degen – gatunek rośliny z rodziny ogórecznikowatych (Boraginaceae Juss.). Występuje endemicznie w paśmie górskim Sierra de Cabrilla będącego częścią łańcucha górskiego Gór Betyckich, w prowincji Jaén w Hiszpanii. 

## Morfologia
PokrójDorasta do 30–70 cm wysokości.
LiścieBlaszka liściowa ma liniowy lub liniowo lancetowaty kształt. Mają 20–30 cm długości oraz 1–2 cm szerokości.
KwiatyKorona kwiatu ma 6–8,5 cm średnicy. Płatki mają różową lub fioletową barwę.
OwoceOrzechy o długości 7–9 mm.

## Biologia i ekologia
Roślina wieloletnia, hemikryptofit. Rośnie w górskich zaroślach, zazwyczaj na wolnych przestrzeniach między sosnami na glebach wapiennych. Występuje na wysokości 1770 m n.p.m. Kwitnie od czerwca do maja, natomiast owoce wydaje w czerwcu i lipcu. Kwiaty są owadopylne. Może się również rozmnażać przez kłącza. Nie wykryto u tego gatunku szkodników lub chorób.
Występuje w zespole roślinności Daphno oleoidis-Pineto sylvestris. Najczęściej towarzyszą mu takie gatunki jak: Berberis hispanica, Ononis aragonensis, Hormathophylla spinosa, Erinacea anthyllis, Saxifraga carpetana, Jonopsidium prolongoi, Daphne oleoides, Achillea odorata i Narcissus cuatrecasasii oraz podgatunki Pinus nigra subsp. salzmannii, Juniperus communis subsp. hemisphaerica, Helianthemum apenninum subsp. stoechadifolium i Paeonia officinalis subsp. microcarpa.

## Ochrona
W Czerwonej księdze gatunków zagrożonych został zaliczony do kategorii CR – gatunków krytycznie zagrożonych wyginięciem. Gatunek został sklasyfikowany w tej kategorii, ponieważ jego zasięg występowania ograniczona się tylko do jednej subpopulacji liczącej 62 osobniki. W 2001 roku zaledwie pięć roślin zawiązało kwiaty. Liczebność populacji nadal ma tendencję spadkową z powodu presji zwierząt hodowlanych.
Cała populacja tego gatunku znajduje się w Parku Narodowym Sierra de Cazorla, Segura i Las Villas. Został opracowany plan dla odbudowy jego populacji, która jest okresowo monitorowana. Nasiona gatunku przechowuje się w banku nasion Vegetal Andaluz.